# Boleslav Jablonský

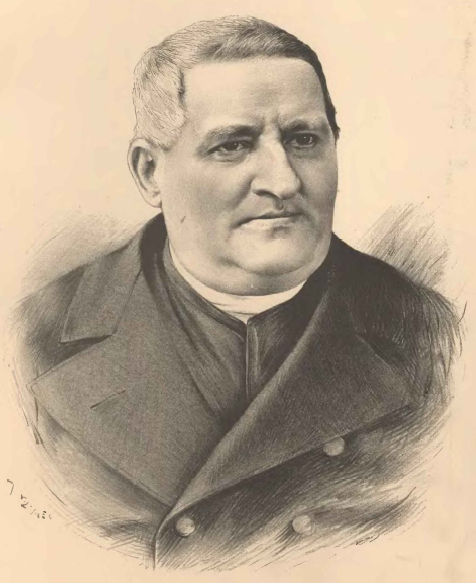
Boleslav Jablonský

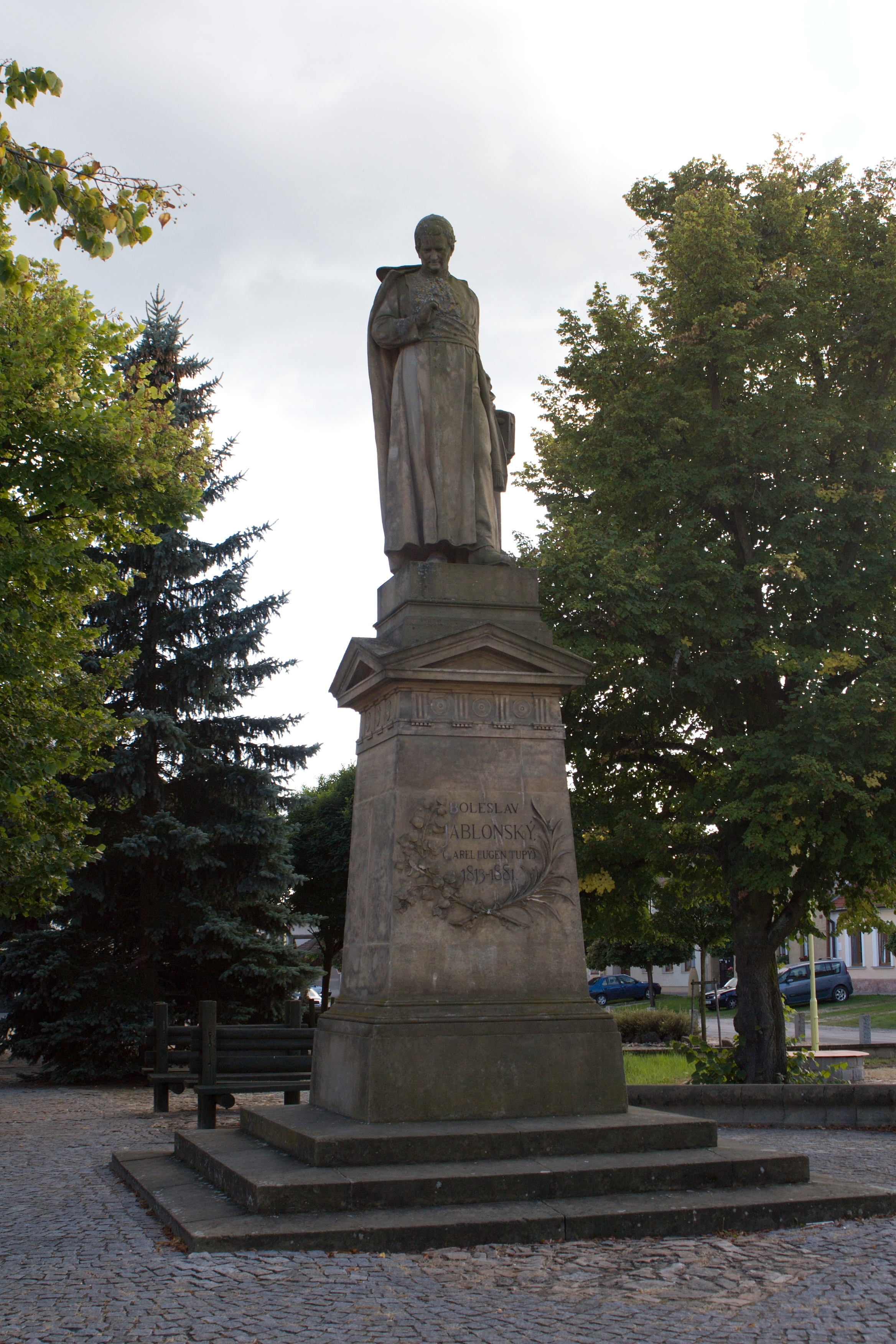
Statue von Jablonský in Kardašova Řečice

Boleslav Jablonský (eigentlich Karel Eugen Tupý, Klostername Eugen; * 14. Januar 1813 in Kardašova Řečice; † 27. Februar 1881 in Zwierzyniec bei Krakau) war ein tschechischer Dichter.

## Leben
Nach dem Besuch des Gymnasiums in Neuhaus studierte Jablonský Philosophie und Theologie in Prag, trat in das Kloster Strahov ein und wurde 1847 Propst des Prämonstratenserklosters in Krakau, wo er im Februar 1881 starb. Jablonský wurde auf dem Prager Ehrenfriedhof Vyšehrad beigesetzt.

## Werk und Bedeutung
Jablonský war einer der beliebtesten tschechischen Lyriker im 19. Jahrhundert, dessen Liebeslieder (Písně milosti) namentlich weite Verbreitung fanden, auch vielfach komponiert wurden. Auch ein Lehrgedicht: Salomo oder Die Weisheit des Vaters (Salomon neboli Moudrost otcova), schrieb Jablonský. Eine Gesamtausgabe seiner Gedichte (Básně) erschien in 5. Auflage (Prag 1872).